# Штайнбах (Таунус)

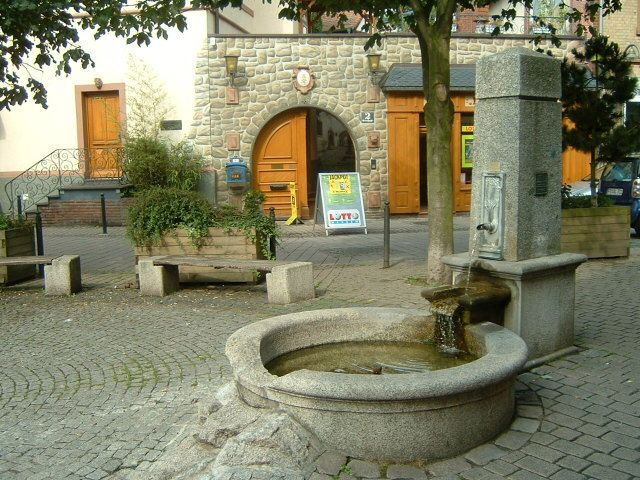
Штайнбах (Таунус)

Штайнбах (нем. Steinbach) — город в Германии, в земле Гессен. Подчинён административному округу Дармштадт. Входит в состав района Верхний Таунус. Население составляет 10 097 человек (на 31 декабря 2010 года). Занимает площадь 4,4 км². Официальный код — 06 4 34 010.